# Molesworth Station
Pour les articles homonymes, voir Molesworth.

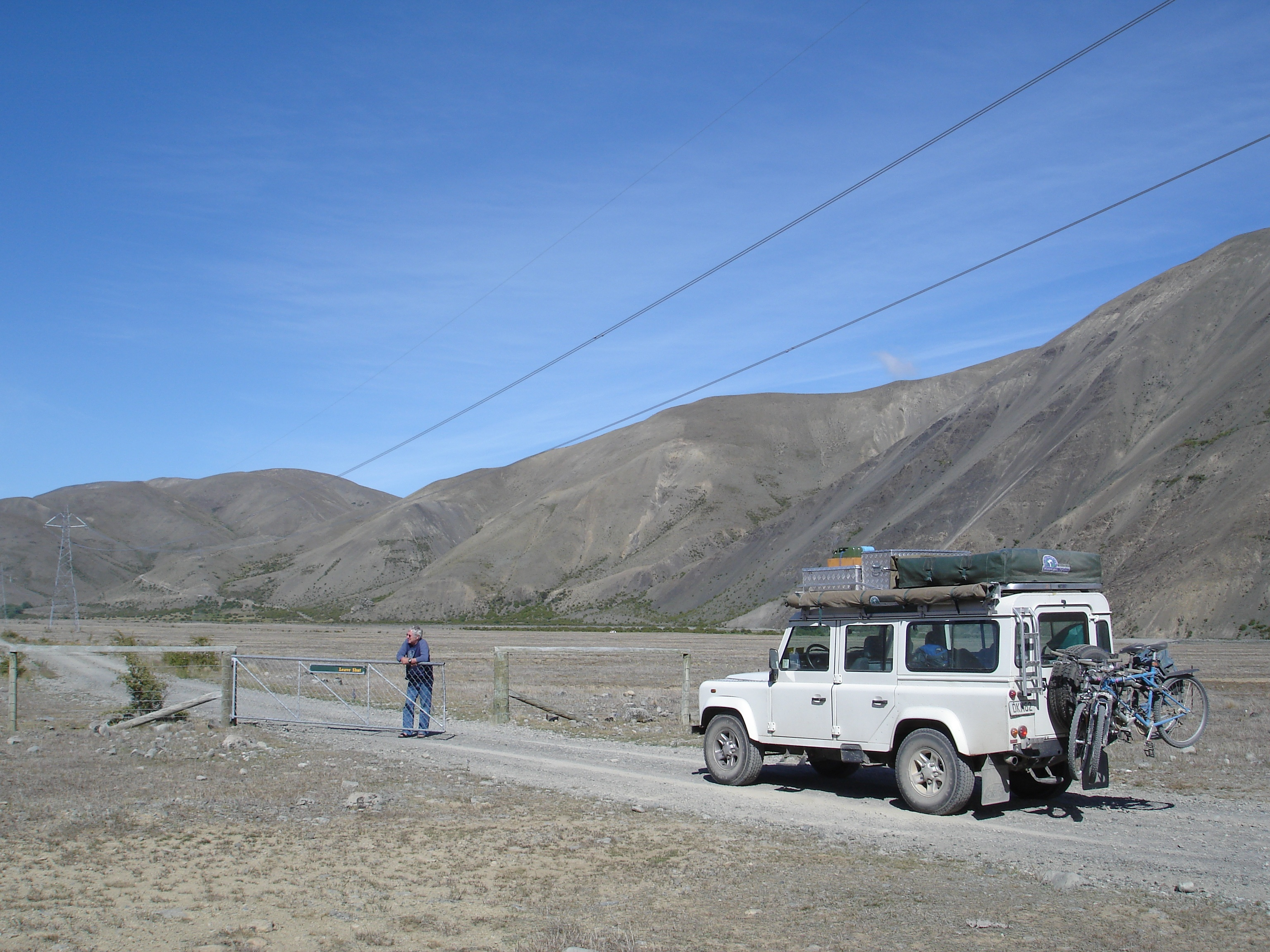
Une entrée de Molesworth Station.

Molesworth Station est la plus grande station de Nouvelle-Zélande dans la région de Marlborough (Nouvelle-Zélande), avec plus de 1 800 km2. Elle contient le plus grand troupeau de bovins du pays.
La Couronne britannique en est la propriétaire et la loue pour l'élevage. Depuis juillet 2005, elle est administrée par le New Zealand Department of Conservation. 